# Pyrilampes
Pyrilampes (altgriechisch Πυριλάμπης Pyrilámpēs; * wohl um 480 v. Chr.; † vor 413 v. Chr.) war ein athenischer Politiker und Diplomat und der Stiefvater des Philosophen Platon.

## Herkunft und Familie
Über die Herkunft des Pyrilampes ist nur bekannt, dass sein Vater ein reicher Pferdezüchter namens Antiphon war.
Aus seiner ersten Ehe mit einer unbekannten Frau hatte Pyrilampes einen Sohn namens Demos, der um 440 v. Chr. geboren wurde. In zweiter Ehe heiratete er um 423 die verwitwete Periktione, deren erster Ehemann Ariston um 424 gestorben war. Periktiones Mutter war eine Schwester des Pyrilampes, er war also ein Onkel seiner zweiten Ehefrau. Väterlicherseits war Periktione vornehmer Herkunft; einer ihrer Ahnen war ein Freund und Verwandter des legendären athenischen Gesetzgebers Solon. Aus der Ehe mit Ariston hatte sie vier Kinder, die zur Zeit ihrer zweiten Heirat noch unmündig waren und nun Pyrilampes’ Stiefkinder wurden: die drei Söhne Adeimantos, Glaukon und Platon und die Tochter Potone. Aus Pyrilampes’ Ehe mit Periktione ging nur ein Kind hervor, der Sohn Antiphon, der nach seinem Großvater benannt wurde und sich später wie dieser hauptsächlich der Pferdezucht widmete.

## Tätigkeit im öffentlichen Leben
Ab der Mitte des 5. Jahrhunderts entfaltete Pyrilampes eine rege politische Aktivität. Er war mit dem führenden Staatsmann Perikles, dem prominentesten Vertreter der attischen Demokratie, befreundet und teilte dessen Grundüberzeugung. Der Name Demos („Volk“), den er seinem ersten Sohn gab, war programmatisch. Mit dieser Namensgebung drückte er seine demokratische Gesinnung aus.
Angeblich wurde Pyrilampes von Perikles vor dem Areopag angeklagt und von Thukydides, einem profilierten Widersacher der Politik des Perikles, erfolgreich verteidigt. Die Glaubwürdigkeit dieser Nachricht wird aber in der Forschung skeptisch beurteilt. Allerdings ist nicht auszuschließen, dass Pyrilampes anfänglich zum Lager der oligarchisch gesinnten Kräfte um Thukydides gehörte und erst später zu den Demokraten überwechselte.
Wie Platon berichtet, war Pyrilampes ein auffallend gutaussehender Mann. Dies trug in der damaligen schönheitsbewussten, teils homoerotisch orientierten Gesellschaft erheblich zu seinem Ansehen bei. Mehrmals diente er seiner Heimatstadt als Gesandter am persischen Hof. Der persische Großkönig Artaxerxes I. aus dem Geschlecht der Achämeniden schenkte ihm Pfauen, offenbar mindestens ein Brutpaar. Pyrilampes eröffnete eine Pfauenzucht, die sein Sohn Demos nach seinem Tod fortsetzte. Die durch ihre Schönheit faszinierenden, äußerst wertvollen Vögel wurden regelmäßig am Monatsersten ausgestellt und erregten großes Aufsehen. Plutarch berichtet von verleumderischem Klatsch, dem zufolge Pyrilampes im Auftrag des Perikles Frauen, die dieser begehrte, für sexuelle Dienstleistungen mit Pfauen entlohnte.
Am Peloponnesischen Krieg nahm Pyrilampes teil. Im Jahr 424 wurde er in der Schlacht von Delion verwundet und geriet in die Gefangenschaft der Böotier, aus der er jedoch bald heimkehrte. Er starb nicht lange vor 413.